# 岩永ジョーイ
岩永 ジョーイ（いわなが じょうい、1994年6月5日 - ）は、日本およびアメリカのダンサー、俳優、元ジャニーズJr.である。

## 来歴
大分県で日本人の両親のもとに生まれ、生後3か月で渡米し、アメリカ合衆国カリフォルニア州ロサンゼルスで過ごす。ダンサーだった両親がダンススタジオを経営していたため幼い頃からダンスを始め、3歳の時にはショーのステージに立っていた。7歳の時にEDGEパフォーミングアーツ主催のダンスコンテストのソロ部門で1位になり「パフォーマーオブザイヤー」を受賞。また、子役としても活動し、ディズニー・チャンネルの『Movie Surfers』などに出演する。
両親がダンススタジオを作るため2年間日本に住むことになり、両親が田原俊彦や東山紀之の振付もしていたことが縁で、ジャニー喜多川から誘いを受け、11歳から12歳の頃にジョーイ・ティーという名前でジャニーズ事務所に所属。ジャニーズJr.内ユニット・small but BIG 4やTOPSのメンバーとしても活動する。中島裕翔とシンメトリーで踊ったり、赤西仁の専属バックダンサーをつとめたりもしていた。
アメリカへ戻った後、再び事情があって日本へ戻り、2010年、舞台『タンブリング』で俳優としての活動を始める。2012年、映画『闇金ウシジマくん』で映画に初出演。その後、日本での芸名を丞威に改名。2013年、映画『琉球バトルロワイヤル』で主演を務める。
ハリウッド映画出演を目標に掲げ、アクションができる俳優を目指して日本で6年間活動するが、アメリカで“成年”とされる21歳の時に一からやり直そうとロサンゼルスへ戻る。しかしその頃、姉から日本のアクションの先駆けとも言われる石原プロモーションのオーディションを受けることを勧められ、2016年4月、石原プロ次世代スター発掘オーディションにて準グランプリを受賞。石原プロモーションに所属する。その後帰国し、2016年10月より芸名を岩永ジョーイに改名する。2017年に『HiGH&LOW THE MOVIE 2 / END OF SKY』、2018年に『孤狼の血』に出演。
2019年2月1日、所属していた石原プロモーションとの専属契約を1月31日付で終了したことが同社公式サイトで発表され、プロフィールが削除される。
再び芸名を丞威とし、ドニー・イェン主演の映画『燃えよデブゴン TOKYO MISSION』への出演をきっかけに、国外での映画撮影や海外デビューするための資金を捻出するため、クラウドファンディングを始める。
芸名を岩永丞威とし、2023年3月15日より鈍牛倶楽部に所属したことを発表。

## 人物
日本人でありながらアメリカに住んでいたこと、日本人としてのアイデンティティを確立したいという思いや母親の影響もあり、幼い頃から空手や極真空手を習う。ジャニ－ズ事務所に所属していた頃には佐藤塾という道場に通い、初段・黒帯を取得した。アメリカに戻ってからも八巻道場に通い、空手を続け、大会で優勝するようになったという。

## 出演
ジャニーズJr.時代のユニットの出演はsmall but BIG 4、TOPSを参照。

### テレビ番組
- ムービーサーファー（ディズニー・チャンネル）[6]

### テレビドラマ
- クローバー 第4話 - 7話（2012年） - 守谷直人 役
- ピロートーク〜ベッドの思惑〜（2012年） - ミチル 役
- コードネームミラージュ 第17話（2017年） - 守口拓真 役
- PRINCE OF LEGEND（2019年） - マサ 役
- KING OF DANCE（2020年） - 来生駆 役
- 366日（2024年） - 狛江崎亘 役[19]

### Webドラマ
- 東京ヴァンパイアホテル（2017年） - ジョー 役
- 夢で見たあの子のために（2023年） - 戸塚真広 役[20]
- 今際の国のアリス シーズン3（2025年配信予定）[21]

### 映画
- 日本統一外伝 山崎一門8 警視庁VS山崎一門」パルクール兄弟、一郎(2022年)
- 闇金ウシジマくん（2012年）[8]
- TOURNAMENT（2012年）[8]
- BATTLE OF KYOTO〜未来地区ネオウズマサ〜（2012年）
- 琉球バトルロワイアル（2013年） - 主演・沢村拳 役[9]
- クローズEXPLODE（2014年） - 丸山健一 役
- TOKYO TRIBE（2014年） - 亀吉 役
- HiGH&LOW THE MOVIE 2 / END OF SKY（2017年） - ブラウン 役[22]
- デメキン（2017年）[22] - ミツグ 役[23]
- 終わった人（2018年） - 田代壮介（学生時代） 役[24][25]
- 孤狼の血（2018年） -  善田大輝 役[26]
- サムライマラソン（2019年） - 柿崎数馬 役
- 燃えよデブゴン TOKYO MISSION 肥龍過江 Enter The Fat Dragon（2020年）[27] - 島倉 役
- ホテルローヤル（2020年） - 貴史 役
- るろうに剣心 最終章 The Final（2021年） - 乾天門 役[28]
- ベイビーわるきゅーれ 2ベイビー（2023年） - ゆうり 役[29]
- 室町無頼（2025年）[30]
- BADBOYS -THE MOVIE-（2025年） - ヒロ 役[31]

### CM
- WBキッズ（2001年）
- JCペニーナショナルCM（2003年）
- SEARSナショナルキャンペーン（2008年）
- バネッサハジェンズミュージックCM（2008年）

### ミュージカル・舞台
- Legends of HipHop（2005年）
- 滝沢演舞城（2006年3月7日 - 4月25日、新橋演舞場）[32]
- School Gyrls（マライア・キャリープロデュース、2009年）
- YOU&JIN（2010年6月20日・21日）
- タンブリング（2010年）[8] - ジョージ 役
  - タンブリングVol.2（2011年）[8]
- YELLOW GOLD TOUR 3010（2010年11月7日 - 21日）
- YELLOW GOLD TOUR 3011 凱旋ライブ（2011年）
- GQ Gentlemen Quality（2011年）
- ドリームハイ（2012年7月3日 - 20日、新国立劇場中劇場） - ジェイソン 役[33]
- ウィズ〜オズの魔法使い〜（2012年）
- Delicious Deluxe（2012年） - スペシャルゲスト出演
- WASABEATS（2016年）[4]
- 希望のホシ2018（2018年6月13日 - 17日、あうるすぽっと） - 刑事 役[34]
- RADICAL PARTY -7ORDER-（2019年12月27日 - 29日、梅田芸術劇場メインホール / 2020年1月15日 - 19日、TBS赤坂ACTシアター）[35]
- KING OF DANCE（2020年7月16日 - 19日、COOL JAPAN PARK OSAKA WWホール / 7月23日 - 8月2日、ヒューリックホール東京 / 8月8日 - 9日、名古屋市公会堂） -  来生駆 役

### ビデオ・DVD
- ディズニースーパースターキッズ（2001年）
- ミッシーエリオットミュージックビデオ（2002年）
- 和太鼓 夢羅 東日本大震災復興支援チャリティーコンサート（2012年）